# Neotrichia minutisimella
Neotrichia minutisimella är en nattsländeart som först beskrevs av Victor Toucey Chambers 1873.  Neotrichia minutisimella ingår i släktet Neotrichia och familjen smånattsländor. Inga underarter finns listade i Catalogue of Life.